# Жванецька сільська територіальна громада
Жванецька сільська територіальна громада — територіальна громада України, в Кам'янець-Подільському районі Хмельницької області. Адміністративний центр — село Жванець.
Площа громади — 183 км², населення — 5332 мешканці (2018).
Утворена 8 вересня 2017 року шляхом об'єднання Гринчуцької, Жванецької, Ластовецької, Рудської та Сокільської сільських рад Кам'янець-Подільського району.

## Населені пункти
До складу громади входять 23 села: Бабшин, Брага, Вільне, Вітківці, Гаврилівці, Гринчук, Жванець, Завалівська Діброва, Завалля, Збруч, Ісаківці, Каветчина, Кізя-Кудринецька, Кудринці, Ластівці, Малинівці, Межигір, Мілівці, Руда, Слобідка-Малиновецька, Слобідка-Рихтівська, Сокіл, Цвіклівці Перші.

## Символіка
Герб Жванецької ОТГ виконаний у синьо-жовтих кольорах, притаманних Поділлю. У синьому полі щита — жовта замкова чотиризубчаста вежа із чорною бійницею й такими ж воротами і двома стінками. Вежа знаходиться на вершині зеленої гори, що постає із основи щита, котра складається із чотирьох хвилястих ліній. На цю ж основу спирається білий триарковий міст, накладений на зелену гору.
Прапор громади — прямокутне полотнище, сторони якого співвідносяться як 2:3. Він складається із трьох рівних смуг: верхня і нижня — сині, а середня поділена на три однакові горизонтальні смуги — зелену, білу та зелену.
Фортеця (замок) — символ духовної сили, стійкості, надійності й упевненості. На гербі зображений фрагмент колишньої Жванецької фортеці як уславлення історичної пам'яті славного минулого. Гора означає велич, мудрість, зростання і святість. Міст — поширений у різних культурах символ, що уособлює об'єднання, перехід з одного стану до іншого, зміни і трансформації. Міст на гербі ОТГ поєднує дві області у дружбі та взаємопідтримці.